# Robinsonella pleiopoda
Robinsonella pleiopoda är en malvaväxtart som först beskrevs av J. Donnell Smith, och fick sitt nu gällande namn av Paul Arnold Fryxell. Robinsonella pleiopoda ingår i släktet Robinsonella och familjen malvaväxter. Inga underarter finns listade i Catalogue of Life.